# 164 f.Kr.

## Händelser

### Efter plats

#### Egypten
- Den egyptiske kungen Ptolemaios VI Filometor utvisas från Alexandria av sin bror Ptolemaios VIII Euergetes och flyr till Rom för att söka hjälp.

#### Seleukiderriket
- Seleukiderkungen Antiochos IV Epifanes dör under ett fälttåg i Tabai (eller Gabai, nuvarande Isfahan) i Persien. Han efterträds av sin son Antiochos V Eupator som bara är nio år gammal. Förmyndare för pojken är den avlidne kungens kansler Lysias, som lämnades att styra Syrien, när Antiochos IV avreste på fälttåget i Persien. Lysias blir dock på allvar utmanad av andra syriska generaler och finner sig själv i en prekär maktsituation. Som om detta inte vore nog håller den romerska senaten den förre kungen Seleukos IV:s son Demetrios (som därmed är den rättmätige arvingen till den seleukidiska tronen) som gisslan. Genom att hota att frige honom lyckas senaten påverka händelseutvecklingen i Seleukiderriket.
- Slaget vid Beth Zur utkämpas mellan judiska upprorsstyrkor under Judas Mackabaios ledning och en seleukiderarmé ledd av regenten Lysias. Judas Mackabaios vinner slaget och kan strax därefter återta Jerusalem. Judas renar det vanhelgade templet i staden, förstör avgudabilderna, som Antiochos IV har låtit resa där och återbördar gudstjänsterna i templet. Återinvigningen av templet firas därefter årligen som en festdag i den judiska kalendern, vilken får namnet Chanukka.

#### Romerska republiken
- Rhodos undertecknar ett avtal med Rom och blir dess allierade.
- Lucius Aemilius Paullus Macedonicus väljs till censor i Rom.

### Efter ämne

#### Konst
- Byggandet av detaljen på frisen på östra delen av altaret i Pergamon, Atena anfaller jättarna, påbörjas och står färdig åtta år senare. Numera finns den bevarad på Staatliche Museen zu Berlin, Antikensammlung, Pergamonmuseum i tyska Berlin.

## Födda
- Kleopatra Thea Euergetis ("Välgörerskan"), härskare över Seleukiderriket från 125 f.Kr., dotter till Ptolemaios VI av Egypten och dennes syster och hustru Kleopatra II  (född omkring detta år; död 121 f.Kr.)

## Avlidna
- Antiochos IV Epifanes ("Guds manifest"), kung över det syriska Seleukiderriket, som har härskat sedan 175 f.Kr. och har uppmuntrat grekisk kultur och institutioner, men även försökt förtrycka judendomen, vilket har lett till upproret i Judeen mot slutet av hans regering (född omkring 215 f.Kr.)